# Consumer Electronics Control
Consumer Electronics Control (CEC) stellt bei elektronischen Unterhaltungsgeräten komponentenübergreifende Steuerungsfunktionen wie „One Touch Play/Record“, „System Standby“, „Preset Transfer“ etc. zur Verfügung. Die CEC-Schnittstelle ist von AV-Link als dem bisher in Europa vorherrschenden Kontrollstandard abgeleitet worden.
Idealerweise lassen sich damit maximal 15 Geräte (z. B. Fernseher, Radio, CD-Spieler, Verstärker usw.) herstellerübergreifend gemeinsam steuern, sofern alle vernetzten Geräte CEC unterstützen. Eine wesentliche Designgrundlage ist das Fernsehgerät als Ziel aller Signale und die Fernbedienung des Fernsehgeräts als Bedienung des Gesamtsystems. Aufgrund dieses „Ein-Bildschirm“-Ansatzes kommt es bei HDMI-Verteilern und in Multiroom-Systemen zwangsläufig zu Problemen, weil dort naturgemäß mehrere Ziele vorhanden sind, was bei CEC aber bei dessen Adressierung nicht vorgesehen ist. Abgesehen vom generellen Verzicht auf CEC kann dieses Problem nur durch solche Systeme gelöst werden, welche eine Isolation des CEC-Verkehrs, also ein Routing des CEC-Verkehrs unabhängig von Audio- und Videosignalen, erlauben.
CEC nutzt einen einfachen seriellen, einadrigen Datenbus, wie er z. B. bei HDMI-Verbindungen (auf Pin 13) optional zur Verfügung steht. Die nominelle Datenbitdauer beträgt ca. 2,4 ms, was einer Datenrate von ca. 417 bit/s entspricht. Der Verbindungsaufbau und die Überprüfung auf CEC-Fähigkeit erfolgt im Zuge des EDID-Handshakes beim Hot-Plug-Event. Dieser erfolgt beim Einschalten der Geräte oder auch beim Einführen eines HDMI-Steckers in eine HDMI-Buchse.

## CEC-Funktionsliste
Viele der folgenden Funktionen waren anfangs in der HDMI-Spezifikation nicht verpflichtend vorgeschrieben, sodass verschiedene Geräte durchaus komplett unterschiedliche CEC-Implementierungen haben. Erst mit HDMI 1.3 sind viele Funktionen präzisiert und damit viele Anfangsschwierigkeiten von CEC gelöst worden.
Deck Controlerlaubt einem Gerät (z. B. Fernseher) die Wiedergabekontrolle über ein Abspielgerät
Device Menu Controlstellt einem Gerät die Nutzung des Menüs eines anderen Gerätes zur Verfügung
Device OSD Name Transferleitet die bevorzugten Gerätenamen zum Fernseher weiter
One Touch Playerlaubt einem Gerät sofort abgespielt zu werden und die aktive Quelle zu werden
One Touch Recordstartet die sofortige Aufzeichnung des aktuell am TV dargestellten Programmes
OSDerlaubt einem Gerät die Nutzung des OSD (On Screen Display) des Fernsehers zur Darstellung von Text
Preset Transfererlaubt einem Tuner, alle Sendereinstellungen eines angeschlossenen TV-Gerätes zu übernehmen
Remote Control Pass Througherlaubt die Weiterleitung von Fernbedienungskommandos im System
Routing Controlsteuert das Umschalten von Signalquellen
System Informationuntersucht alle angeschlossenen Systemkomponenten nach deren Busadressen und Konfigurationen
System Standbyschaltet alle verbundenen Geräte in Standby
Timer Programmingerlaubt einem Gerät (z. B. Fernseher) die Timer-Programmierung eines Aufzeichnungsgerätes (z. B. DVD-Recorder)
Tuner Controlstellt einem Gerät die Tunersteuerung eines anderen Gerätes zur Verfügung
Vendor Specific Commandssind herstellerabhängige, gerätespezifische Steuerfunktionen

## Herstellerbezeichnungen
Viele Hersteller verwenden einen eigenen Markennamen für HDMI-CEC:
- T-Link bei ITT
- EasyLink bei Philips
- EZ-Sync bei JVC
- Simplink bei LG
- Digital Link HD bei Loewe
- NetCommand for HDMI bei Mitsubishi
- RIHD (Remote Interactivity over HDMI) bei Onkyo
- Viera Link bei Panasonic
- Kuro Link bei Pioneer
- Anynet+ bei Samsung
- Aquos Link bei Sharp
- BRAVIA Sync bei Sony
- Regza-Link bei Toshiba
- TechniLink bei Technisat
- CSTLink bei Coolstream
- FUN-Link bei Funai Electric
- Digi-Link bei Grundig